# Willys MB
Willys MB (Виллис) — американский армейский автомобиль повышенной проходимости времён Второй мировой войны. Серийное производство началось в 1941 году на заводах компаний Willys-Overland Motors и Ford (под маркой Ford GPW).

## История
В мае 1940 года армия США сформулировала основные требования к лёгкому командирскому разведывательному автомобилю. Это должен был быть 3-местный полноприводный автомобиль с полезной нагрузкой 250 кг. Машина с простым открытым кузовом без дверей должна была нести на себе пулемёт, иметь колёсную базу 80 дюймов (2032 мм) и развивать скорость 50 миль в час (около 80 км/ч). Её сухая масса первоначально оценивалась в 1200 фунтов (545 кг), потом была увеличена до 1275 фунтов (980 кг). Прототип следовало представить через 49 дней, а в течение следующего месяца изготовить ещё 70 машин. Эти требования были настолько жёсткими по срокам, что в конкурсе приняли участие только фирмы Willys-Overland Motors и American Bantam, хотя приглашения к участию в нём получили 135 фирм. Willys-Overland к тому времени находилась в состоянии тяжёлого кризиса и военный заказ мог спасти её от банкротства. В установленный срок свою машину представил только Bantam. 21 сентября 1940 года компания показала первый прототип своего внедорожника. Конкуренцию ему составляли прототипы машин повышенной проходимости от компаний Ford Motor и Marmon-Herrington.
Фирма Willys, объявив указанные технические требования и сроки их выполнения нереальными, попросила для осуществления своего проекта более тяжёлого автомобиля 75 дней, представив свою машину под названием Quod 11 ноября 1940 года. Получившаяся машина оказалась тяжелее заданного параметра по массе (1100 кг — на 120 кг выше нормы).  Willys, получив при неясных обстоятельствах полную информацию об автомобиле конкурента, скопировал черты внешнего облика прототипа Bantam. Через несколько лет это было зафиксировано юридически, но к тому времени American Bantam уже выбыла из числа автомобилестроителей. 
С опозданием в конкурс включилась фирма Ford с автомобилем «Пигмей» (Pygmy), который и победил в первоначальном этапе конкурса. В начале 1941 года комиссия под председательством президента Рузвельта сформировала окончательные требования и приняла решение выдать каждой из трёх фирм заказ на пробную партию из 1500 автомобилей, тогда уже прозванных в армии США джипами. Выпуск Willys MA начался 5 июня 1941 года (с опозданием по срокам контракта) и был закончен 18 ноября 1941 года (всего произведено 1555 ед.), и приступила к серийному производству модели Willys MB на заводе в Толидо, штат Огайо. Интерес к новому армейскому командирско-разведывательному автомобилю был проявлен и со стороны Великобритании и СССР, поэтому заказы для фирм Bantam и Ford были увеличены (для Ford – до 4458 ед., а для Bantam – до 2605 ед.), которые и были произведены с 31 марта до 6 декабря 1941 года. В июле 1941 года военное ведомство США решило избрать единственного производителя для выпуска партии из 16 000 унифицированных джипов, контракт на которые выиграл Willys-Overland благодаря наиболее мощному 60-сильному двигателю (L134 "Go Devil"), более удачной конструкции (более низкий силуэт) и наименьшей себестоимости машины, причём, его обязали использовать в конструкции наработки фирм Bantam и Ford, так от Ford GP был взят дизайн передка с более технологичным плоским капотом и простой решеткой радиатора. Таким образом, в качестве стандартизированной модели джипа, вопреки надеждам компании Ford, был принят модернизированный Willys MB, сочетавший в себе лучшие наработки всех трёх автопроизводителей. 
Потребности вооружённых сил и рост поставок по ленд-лизу превышали производственные возможности Willys-Overland – в начале октября 1941 года стало понятно, что объём выпуска 75 джипов в день этот автопроизводитель обеспечить не в состоянии, поэтому гораздо мощная компания Ford Motor не без участия военно-промышленного лобби, победила в проведённом в келейном порядке конкурсе на альтернативного поставщика, по итогам которого по никому не разъяснявшимся причинам также получила правительственный контракт на постройку 30 000 джипов, но при условии использования документации Willys MB, включая двигатель, так как версия тракторного мотора Ford Model N (хотя и форсированная с 30 до 40 л.с.), устанавливавшаяся на Ford GP была признана американскими военными маломощной и бесперспективной. Поэтому под индексом Ford GPW, где буква G – означала правительственный заказ, P – внутрикорпоративное обозначение автомобилей с колесной базой 80 дюймов (2032 мм), а W – лицензия на автомобиль и двигатель Willys, со 2 января 1942 года был начат выпуск клонов Willys MB. При этом фирма Willys-Overland никаких роялти за передачу Ford документации (фактически лицензии) не получала. 
Вступление США во Вторую мировую войну заставило военное ведомство США дать указание срочно развернуть массовое производство новых автомобилей, так в конце декабря интендантский корпус армии США заказал Ford ещё 63 146 ед. джипов модели GPW. Всего до августа 1945 года было выпущено 626 727 джипов Willys MB и Ford GPW. При этом первых — 348 849, вторых — 277 878.
Компания Bantam, боровшаяся за свою долю в производстве модели Willys MB, осталась в оффсайде, получив в 1942 году заказ только на производство одноосных прицепов к джипам, из-за чего не смогла накопить к концу войны достаточно средств (стоимость прицепа была более чем вдвое ниже, чем у джипа)  для возобновления производства гражданских автомобилей, а к 1956 году в отсутствие крупных заказов обанкротилась и была поглощена конкурентами. 
Поступив в войска союзников, Willys быстро приобрел огромную популярность. В Красную армию «Виллисы» массово поступали по ленд-лизу с лета 1942 года (наряду с Willys MB в СССР через Англию была поставлена практически вся партия Willys MA — 1553 экз.) и сразу же нашли себе применение как командирские автомобили и тягачи 45 мм противотанковых пушек. Всего до конца войны в СССР было поставлено свыше 52 тысяч машин, причём часть из них была собрана на заводах в Коломне и Омске. В их числе 49 250 ед. Willys MB/Ford GPW и 3520 ед. амфибий Ford GPA.
- Запас хода по шоссе (км): 475
- Шины: 6.00-16″

## «Гражданский джип»
В 1944 году на базе Willys MB был разработан гражданский внедорожник CJ1A (СJ — Civilian Jeep), а в 1945 году его улучшенная модификация CJ2A. Модель CJ3A послужила базой для создания в 1950 году армейского внедорожника М38.
Военные серии M38A1 и М170 (Willys MD) послужили основой для гражданских внедорожников CJ5/CJ6, производившихся с середины 1950-х до начала 1980-х, а также для более поздних моделей 1970-80-х CJ7, CJ8 Scrambler и CJ10, производство которых завершилось в 1986 году.
По лицензии Willys модели M38, CJ3B и CJ5/CJ6 еще с начала 1950-х начали производить во Франции (Hotchkiss), Японии (Toyota, Nissan и Mitsubishi), а также в Индии (Mahindra & Mahindra), Южной Корее (SsangYong и Kia) и ряде других стран.

## Послевоенные армейские модификации
- «Willys MC», обозначение М38 (1950—1953 гг.) — армейская модификация гражданской модели CJ3A. Получил лебедку, усиленную ходовую часть, шины размером 7.00-16, цельное лобовое стекло, 24-вольтовое электрооборудование. До 1953 года изготовили 61423 таких машин, в выпуске также участвовал канадский завод компании «Ford».
- «Willys MD», обозначение М38А1 (1952—1957 гг.) — более солидный вариант «Виллиса-MС» Отличался верхнеклапанным двигателем «Харрикэйн» (Hurricane), развивал мощность 67 л.с. Внешне отличался более высоким расположением капота, удлиненной колесной базой — 2057 мм, широкими шинами размером 7.50-16 и увеличенными размерами. «Виллис» выпускал этот джип до последних дней своего существования. Выпущено 101488 экземпляра. Параллельно в 1955—1982 гг. выпускалась гражданская модель CJ5 и её модернизированный вариант CJ7 выпускался в 1976—1986 гг.
- М38А1С — усиленное шасси, использовалось для установки безоткатных орудий, зенитных пушек и противотанковых ракет.
- «Willys MDA» (1954 г) — длиннобазный 6-местный джип (база 2565 мм). Гражданская длиннобазная модель CJ6 производилась в 1955—1978 гг.
- М606 (1953 г.) — армейская модификация гражданской модели СJ3В с верхнеклапанным 62-сильным мотором, предназначен для экспорта и сборки по лицензии.

- Первый прототип внедорожника.
- Bantam BRC 40.
- ЧК-М1 на «Виллисе» ВДВ ВС СССР.
- M38A1.
- M606 в Колумбии.

## Где можно увидеть
- Россия — Центральный музей Вооружённых сил в Москве[4]
- Россия — Ретропарк: музей техники в Новокузнецке[5]
- Россия- Выстовочный центр Патриотическое объединение Ленрезерв в Санкт-Петербурге
- США — Нью-Йоркский музей современного искусства, образец технического дизайна (экспонат № 261.2002), машина с номером М38А1 1952 года выпуска[6].